# Skawa (gmina)
Skawa – dawna gmina wiejska istniejąca w latach 1934–1954 w woj. krakowskim (dzisiejsze woj. małopolskie). Siedzibą władz gminy była Skawa.
Gmina zbiorowa Skawa została utworzona 1 sierpnia 1934 w powiecie myślenickim w woj. krakowskim z dotychczasowych jednostkowych gmin wiejskich: Skawa, Skomielna-Biała, Spytkowice i Wysoka.
Podczas II wojny światowej w Generalnym Gubernatorstwie (dystrykt krakowski, Landkreis Neumarkt), gdzie przejściowo (1940) nazyayła się Spytkowice, zachowując granice przedwojenne
Według stanu z dnia 1 lipca 1952 roku gmina składała się z 4 gromad: Skawa, Skomielna Biała, Spytkowice i Wysoka.
Gmina została zniesiona 29 września 1954 roku wraz z reformą wprowadzającą gromady w miejsce gmin. Jednostki nie przywrócono 1 stycznia 1973 roku po reaktywowaniu gmin, a jej cztery dawne gromady weszły w skład czterech gmin: Jordanów (Wysoka), Lubień (Skomielna Biała), Raba Wyżna (Skawa) i Spytkowice (Spytkowice).